# Renée Poetschka
Renée Elise Poetschka, avstralska atletinja, * 1. maj 1971, Dampier, Zahodna Avstralija, Avstralija.
Nastopila je na poletnih olimpijskih igrah v letih 1992 in 1996, leta 1992 je osvojila sedmo mesto v štafeti 4x400 m, obakrat se je uvrstila v polfinale teka na 400 m. Na svetovnih prvenstvih je v štafeti 4x400 m leta 1995 osvojila bronasto medaljo. Petkrat je osvojila naslov avstralske državne prvakinje v teku na 400 m. 